# 라우에르츠 호수
라우에르츠 호수(독일어: Lauerzersee 라우에르처제[*], 이전 철자: 독일어: Lowerzer See)는 스위스 슈비츠주에 있는 호수이다. 수역은 수위에 따라 달라지지만, 310ha에서 360ha에 이르며, 최대 깊이는 14m, 해발 447m의 수위 고도로 다양하다.

## 지리
호수의 수역은 라우에르츠, 슈비츠 및 슈타이넨 지자체로 나뉜다. 호수에는 두 개의 작은 섬인 슈바나우섬과 로겐부르크섬이 있으며, 둘 다 라우에르츠 시정촌에 있다. 호수의 남쪽에 있는 라우에르츠 마을과 그 이름을 딴 시정촌과 호수 동쪽 끝에 있는 제벤은 슈비츠 시정촌에 있으며 호수 기슭이나 그 근처에 있다.
호수의 주요 유입수는 슈타이너아강이며, 이 호수는 슈타이넨 마을을 거쳐 여러 작은 개울과 함께 호수 북쪽 해안으로 흘러 들어간다. 호수의 유출은 제벤에 있으며 1.5km 길이의 시내인 제벤의 형태를 취한다. 제벤은 차례로 루체른 호수의 강 입구에서 약 2km 위에 있는 무오타강으로 흐른다.
1806년 골다우 산사태는 호수에 영향을 미쳤고, 20m 높이의 쓰나미를 일으켰다. 이것은 라우에르츠와 제벤의 마을과 슈바나우섬을 손상시켰고 호수를 부분적으로 채웠다. 보다 최근에는 1999년과 2005년 홍수가 호숫가 땅, 특히 라우에르츠에 영향을 미쳤으며, 라우에르츠 호수의 터널을 통해 루체른 호수로 연결하여 수위를 조절하려는 시도가 있었다.